# Strathmore (Nova Jersey)
Strathmore és una concentració de població designada pel cens dels Estats Units a l'estat de Nova Jersey. Segons el cens del 2000 tenia 6.740 habitants.

## Demografia
Segons el cens del 2000, Strathmore tenia 6.740 habitants, 2.348 habitatges, i 2.031 famílies. La densitat de població era de 1.414,3 habitants/km².
Dels 2.348 habitatges en un 38,9% hi vivien nens de menys de 18 anys, en un 76,8% hi vivien parelles casades, en un 7,5% dones solteres, i en un 13,5% no eren unitats familiars. En l'11,2% dels habitatges hi vivien persones soles el 4,5% de les quals corresponia a persones de 65 anys o més que vivien soles. El nombre mitjà de persones vivint en cada habitatge era de 2,87 i el nombre mitjà de persones que vivien en cada família era de 3,11.
Per edats la població es repartia de la següent manera: un 25,1% tenia menys de 18 anys, un 5,1% entre 18 i 24, un 31% entre 25 i 44, un 27,1% de 45 a 60 i un 11,6% 65 anys o més.
L'edat mediana era de 39 anys. Per cada 100 dones de 18 o més anys hi havia 93,4 homes.
La renda mediana per habitatge era de 85.890 $ i la renda mediana per família de 90.655 $. Els homes tenien una renda mediana de 61.971 $ mentre que les dones 39.559 $. La renda per capita de la població era de 32.984 $. Aproximadament el 2% de les famílies i el 2,3% de la població estaven per davall del llindar de pobresa.

## Poblacions més properes
El següent diagrama mostra les poblacions més properes.